# Grotte di Castro
Grotte di Castro – miejscowość i gmina we Włoszech, w regionie Lacjum, w prowincji Viterbo.
Według danych na rok 2004 gminę zamieszkiwało 2966 osób, 76,1 os./km².